# Hayato Nukui
Hayato Nukui (温井 駿斗 Nukui Hayato?, Osaka, 14 de noviembre de 1996) es un futbolista japonés que juega como defensa en el Gainare Tottori.

## Trayectoria

### Clubes
| Club                         | País  | Año       |
| ---------------------------- | ----- | --------- |
| Cerezo Osaka                 | Japón | 2015-2017 |
| Suzuka Unlimited FC (cedido) | Japón | 2015      |
| Cerezo Osaka sub-23          | Japón | 2017      |
| Tochigi S. C.                | Japón | 2018-2020 |
| Mito HollyHock               | Japón | 2021      |
| Fujieda MYFC                 | Japón | 2021-2022 |
| S. C. Sagamihara             | Japón | 2023      |
| Gainare Tottori              | Japón | 2024-     |